# Eriosema robustum
Eriosema robustum är en ärtväxtart som beskrevs av John Gilbert Baker. Eriosema robustum ingår i släktet Eriosema och familjen ärtväxter. Inga underarter finns listade i Catalogue of Life.